# Albert Skira
Albert Skira   (Ginebra, 10 d'agost de 1904 - Dully, 14 de setembre de 1973) va ser un editor suís d’origen tessinès, que va destacar per la seva contribució a l’edició d’art. Va fundar la seva primera editorial a Lausana el 1928 i va treballar amb artistes com Picasso, que va il·lustrar Les Metamorfosis d’Ovidi (1931), Matisse, Dalí i André Beaudin.
El 1933 va llançar la revista d’art Minotaure, en col·laboració amb el crític Tériade, i posteriorment va publicar Labyrinthe (1944-1946) i Psychologie de l’art d’André Malraux (1947-1949). Va crear col·leccions d’història de la pintura com Trésors de la peinture française, Les Grands Siècles de la peinture française i Les trésors du Monde.
Va revolucionar l’edició artística amb el llibre il·lustrat en colors i va divulgar l’art al gran públic. Va mantenir amistat amb André Breton, Malraux, Paul Éluard, Jacques Prévert, Louis Aragon, Ionesco, Picasso, Matisse, Dalí i Giacometti. El 1955 va publicar dues obres de Georges Bataille. Va estar casat amb Rosabianca Venturi i va ser pare del pintor Pierre Skira.